# Joseph Aspdin
Joseph Aspdin (1788 – 20 maart 1855) was een Britse metselaar en uitvinder. Hij wordt algemeen gezien als de uitvinder van het Portlandcement. 

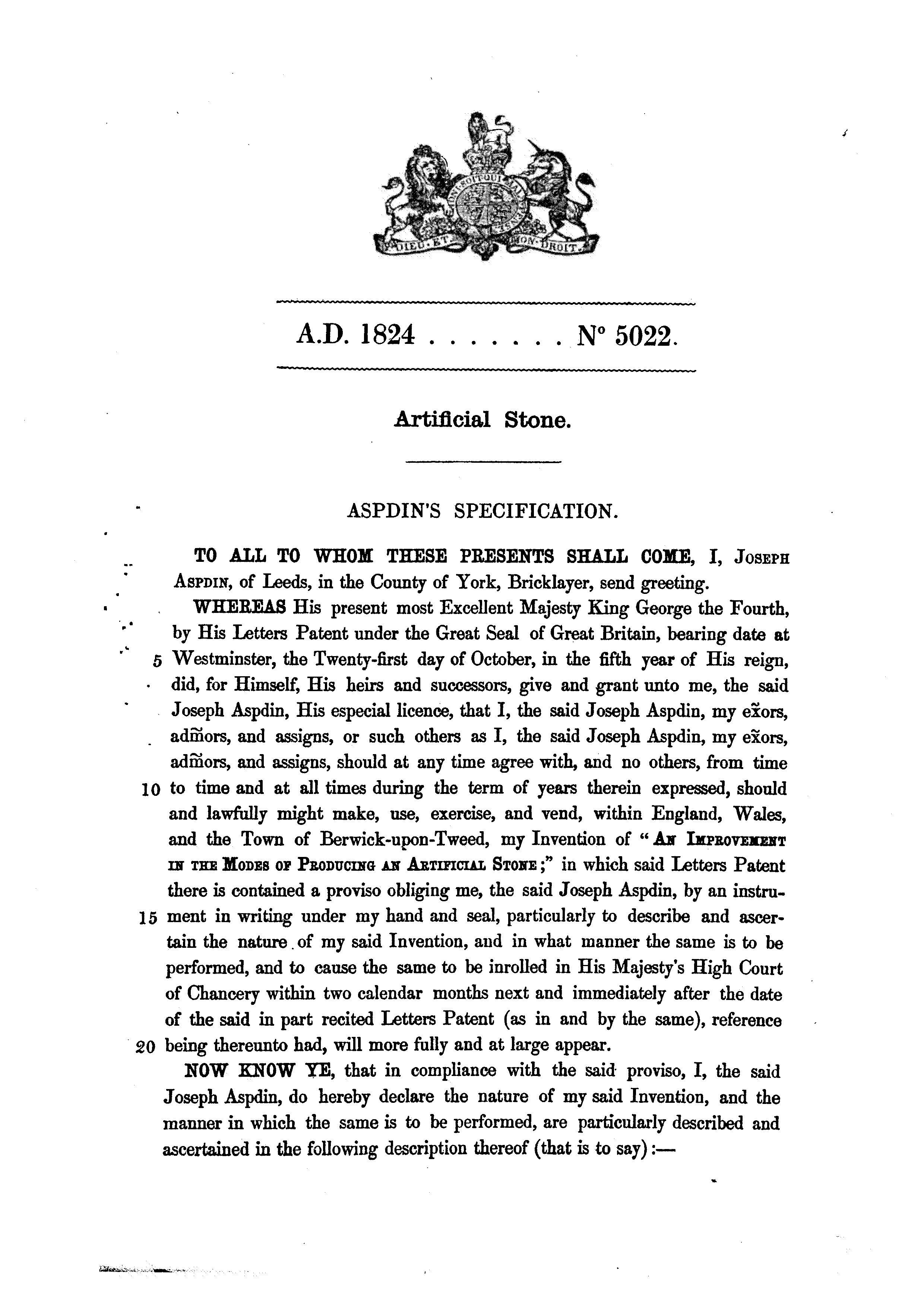
Patent nr. BP 5022, "An Improvement in the Modes of Producing an Artificial Stone", Joseph Aspdin, 21.10.1824, page 1/2

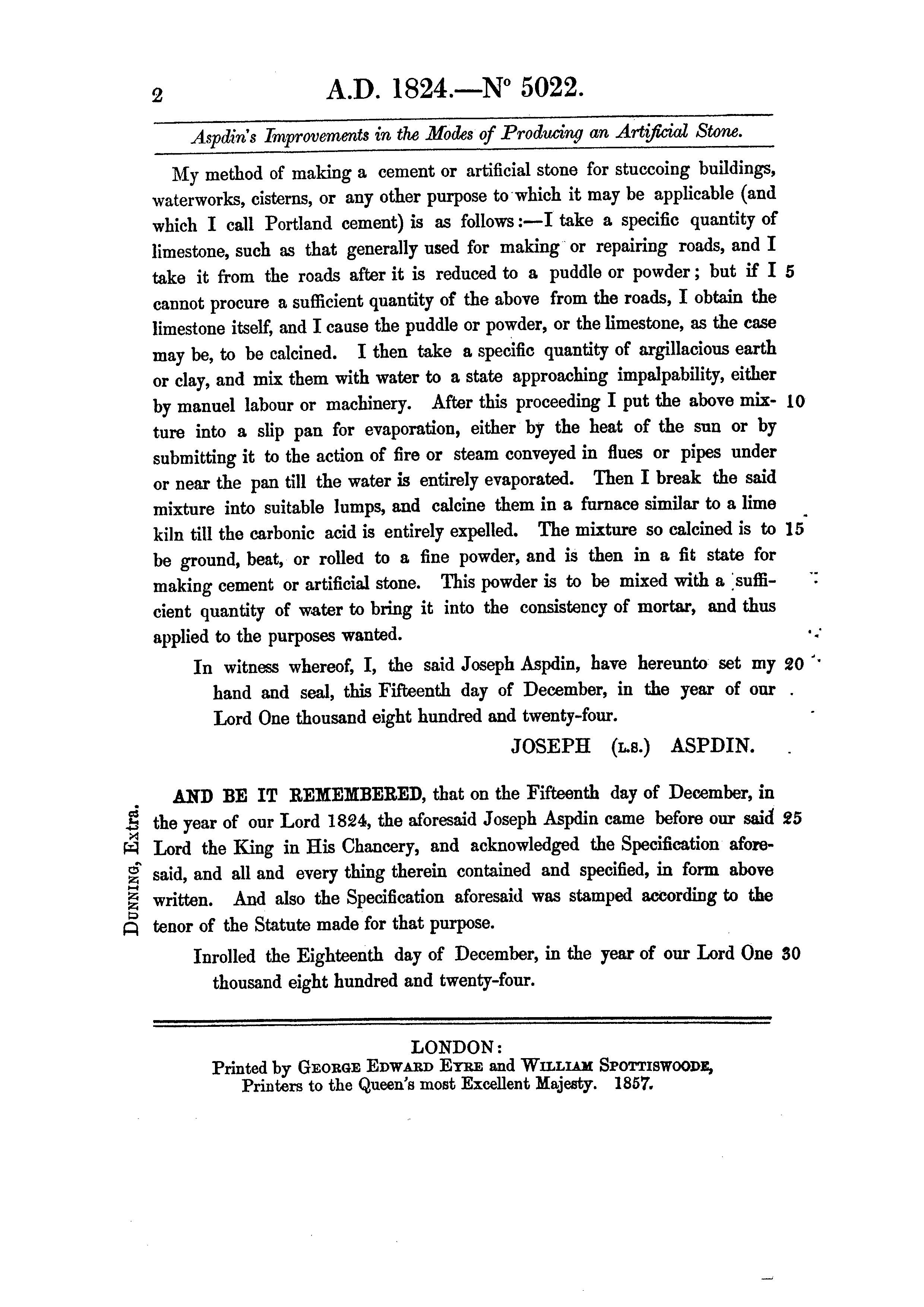
Patent nr. BP 5022, "An Improvement in the Modes of Producing an Artificial Stone", Joseph Aspdin, 21.10.1824, page 2/2

Aspdin begon met het gebruik van kunstmatige cement, die hij ontwikkelde door kalk en klei te branden. De kleur van het zo verkregen materiaal leek erg op die van de Engelse kalksteen uit Portland, waarnaar Aspdin het door hem ontwikkelde product noemde. Hij verkreeg op 21 oktober 1824 patent op het Portlandcement.